# Goiabeira
Goiabeira est une municipalité brésilienne de l'État du Minas Gerais et la Microrégion d'Aimorés.